# 单可垂
单可垂，后改汝瑛，号柳桥，山东高密人，是一名清朝政治人物。
嘉庆十二年（1807年）九月，担任福清县知县。次年八月，调任霞浦知县。
高祖单父牧知大兴县，其子单赓举人，官雩都知县。祖单凤文，官至云南布政司库大使。父单烺，乾隆丙辰进士，官至铜仁知府，单氏为高密明清科举望族。
| 官衔        | 官衔                          | 官衔          |
| ----------- | ----------------------------- | ------------- |
| 前任： 柏成 | 大清霞浦县知县 · 嘉庆九年上任 | 繼任： 夏以槐 |